# 杨月梅
杨月梅（1974年—），广东连山人，壮族，中华人民共和国政治人物、第十一届全国人民代表大会广东地区代表。
毕业于中央广播电视大学行政管理专业。担任连山壮族瑶族自治县福堂镇梅洞村妇女主任。2008年起担任全国人大代表。